# Sadowne (gemeente)

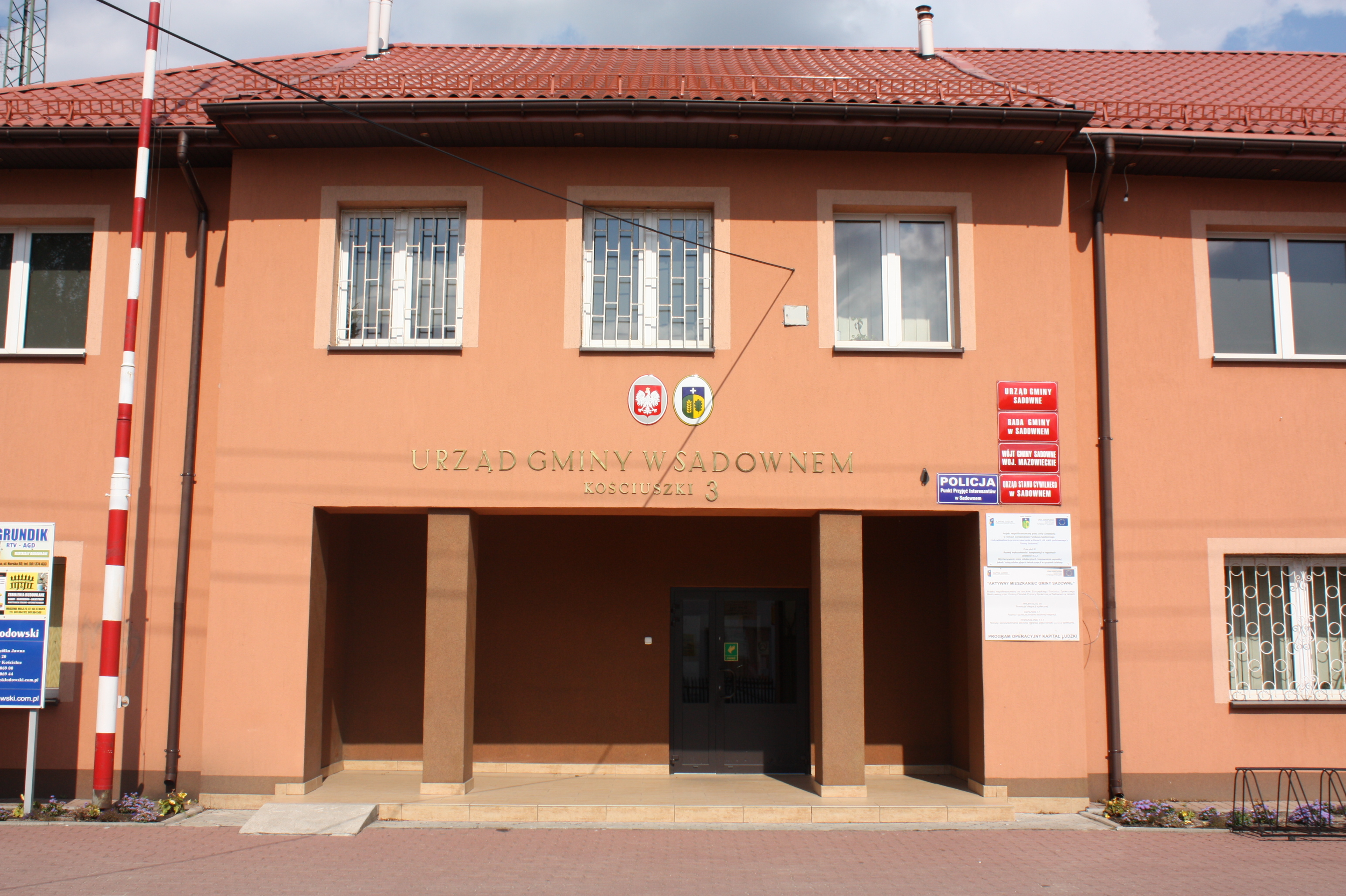
Gemeentehuis

De gemeente Sadowne is een landgemeente in het Poolse woiwodschap Mazovië, in powiat Węgrowski.
De zetel van de gemeente is in Sadowne.

## Oppervlakte gegevens
In 2002 bedroeg de totale oppervlakte van gemeente Sadowne 144,72 km², waarvan:
- agrarisch gebied: 65%
- bossen: 26%

De gemeente beslaat 11,87% van de totale oppervlakte van de powiat.

## Demografie
Op 30 juni 2004 telde de gemeente 6318 inwoners.
Stand op 30 juni 2004:
| Omschrijving                   | Totaal | Totaal | Vrouwen | Vrouwen | Mannen | Mannen |
| ------------------------------ | ------ | ------ | ------- | ------- | ------ | ------ |
| eenheid                        | aantal | %      | aantal  | %       | aantal | %      |
| inwoners                       | 6318   | 100    | 3215    | 50,9    | 3103   | 49,1   |
| bevolkingsdichtheid (inw./km²) | 43,7   | 43,7   | 22,2    | 22,2    | 21,4   | 21,4   |

In 2002 bedroeg het gemiddelde inkomen per inwoner 1269,81 zł.

## Aangrenzende gemeenten
Korytnica, Kosów Lacki